# 明確
| ウィキペディアには「明確」という見出しの百科事典記事はありません（タイトルに「明確」を含むページの一覧/「明確」で始まるページの一覧）。 代わりにウィクショナリーのページ「明確」が役に立つかもしれません。 |